# Cycas annaikalensis
Cycas annaikalensis Rita Singh & P.Radha, 2006 è una pianta appartenente alla famiglia delle Cycadaceae, endemica del Kerala (India).

## Descrizione
È una cicade con fusto eretto, alto sino a 5 m e con diametro di 19–61 cm.
Le foglie, pennate, lunghe 100–250 cm, sono disposte a corona all'apice del fusto e sono rette da un picciolo lungo 50-90 cm, spinescente; ogni foglia è composta da 100-120 paia di foglioline lanceolate, con margine intero e apice acuminato, lunghe mediamente 26–35 cm, di colore verde brillante, inserite sul rachide con un angolo di 180°.
È una specie dioica con esemplari maschili che presentano microsporofilli disposti a formare strobili terminali di forma subconica, lunghi 30-50 cm e larghi 15-21 cm, di colore giallo-arancio, ed esemplari femminili con macrosporofilli disposti nella parte sommitale del fusto, con l'aspetto di foglie pennate lunghe 9–25 cm, con margine spinoso, che racchiudono gli ovuli, in numero di 2-10.  
I semi sono globosi, lunghi 38-50 mm, ricoperti da un tegumento di colore giallo a maturità.

## Distribuzione e habitat
L'unica popolazione nota di Cycas annaikalensis, comprendente un centinaio di esemplari,  si trova ad una altitudine di 940 m, sulle colline di Annaikal vicino Palakkad, nel Kerala (India meridionale).
Le piante crescono nel sottobosco di una fitta foresta tropicale, su un suolo ricco di humus.

## Conservazione
La IUCN Red List classifica C. annaikalensis come specie in pericolo critico di estinzione (Critically Endangered), in virtù dell'areale estremamente ristretto e della eseguità della unica popolazione nota.

La specie è inserita nella Appendice II della Convention on International Trade of Endangered Species (CITES).